# Türkisches Ensemble

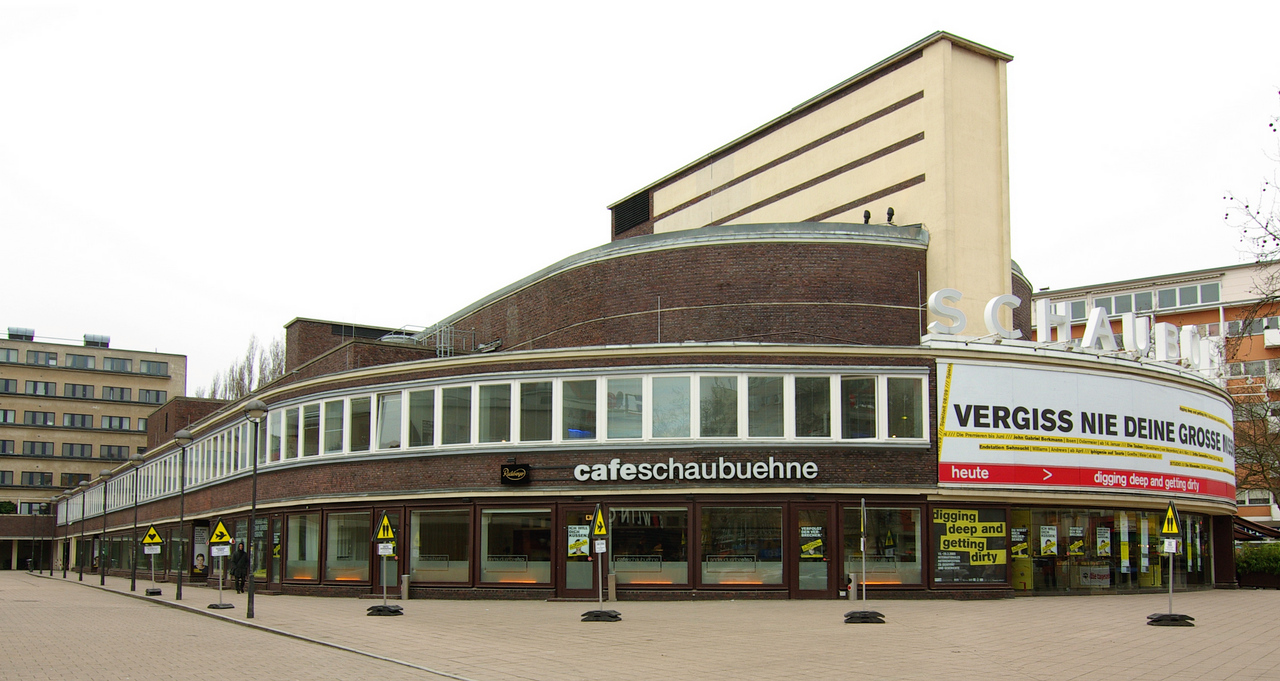
Das 1981 bezogene Gebäude der Schaubühne am Lehniner Platz

Das Türkische Ensemble war ein von Peter Stein gegründetes türkisches Theaterprojekt an der Berliner Schaubühne am Halleschen Ufer. Es entstand 1979 aus einer von Meray Ülgen initiierten und konzipierten Zusammenarbeit der türkischen Migrantentheatergruppe Berlin Oyuncuları mit der Schaubühne und bestand bis 1984. Das Projekt gilt als besonderer Höhepunkt in der frühen Geschichte des deutsch-türkischen Theaters.
Die Aufführungen fanden – außer bei Theaterstücken für Kinder, die sich auch der deutschen Sprache bedienten – in türkischer Sprache statt. Zweisprachige Texthefte machten jedoch auch deutschen Zuschauern ohne Türkischkenntnisse die Verfolgung der Produktionen möglich.

## Vorgeschichte
Der Kontakt zwischen Stein und Ülgen kam zustande durch Steins 1978er Inszenierung von Botho Strauß Groß und klein an der Berliner Schaubühne, für die der Regisseur die Rolle des Türken mit einem türkischstämmigen Schauspieler besetzen wollte und Ülgen die Rolle anbot. Ülgen, damals als Regisseur, Schauspieler und Dramaturg bereits selbst eine Größe des bundesdeutschen Migrantentheaters und den Berlin Oyuncuları zugehörig, sah die zwar kleine und unscheinbare Rolle immerhin als Möglichkeit einmal im Ensemble eines bekannten deutschen Theaters mitzuwirken – dies war einem türkischstämmigen Schauspieler in der BRD bis dahin noch nicht möglich gemacht worden – und sagte zu. Das Stück, welches Ülgen parallel zu dieser mehr oder minder spontan zugesagten Zusammenarbeit mit seinen Berlin Oyuncuları produzierte, sah sich nach der Fertigstellung auf eine Einladung Ülgens hin auch Peter Stein an. In diesem Zusammenhang regte Ülgen die Zusammenarbeit seiner Schauspielgruppe mit der Berliner Schaubühne an, für die er schließlich Stein, der sich nicht abgeneigt zeigte, ein Konzept vorlegen sollte. Nachdem Stein dieses zusagte, gründete er 1979 das Projekt Türkisches Ensemble der Schaubühne.

## Bedingungen
Das türkische Schaubühnenprojekt (bisweilen auch Türkenprojekt genannt) war das erste türkische Theaterprojekt in Deutschland, das ohne permanente Geldprobleme seine künstlerische Arbeit verfolgen konnte: seine Mitarbeiter erhielten Festgehalt, auch Probenräume und technisches Personal und Gerät wurden von der Schaubühne zur Verfügung gestellt. Wohl auch aufgrund dieser exponierten Stellung gab es später häufig auch Kritik vor allem vonseiten weniger geförderter türkischer Schauspielgruppen in Berlin am sozialen und politischen Anspruch des Programms und an der Ambitioniertheit dieses Ensembles.
Ülgens Absicht war schon mit den Berlin Oyuncuları mit in Deutschland lebenden türkischen Migranten ein Profiensemble aufzubauen. Durch die Zusammenarbeit mit der Schaubühne versprach er sich diesbezüglich ein weiteres Vorankommen. Stein allerdings unterlief dieses Vorhaben zum Teil, indem er auch gestandene, zum Teil berühmte Schauspieler und Theaterleute aus der Türkei in das Türkische Ensemble integrierte, zum Beispiel seinen Freund den Regisseur Beklan Algan und dessen Frau. Dennoch waren es in der Mehrzahl türkischstämmige Menschen aus Deutschland die im Ensemble die Möglichkeit erhielten unter größerer Öffentlichkeit zu arbeiten – einige, wie Tayfun Bademsoy, sind heute bekannte deutsche Schauspieler. Langfristig jedoch waren Spannungen zwischen den quasi Halbprofis aus Deutschland und importierten Theaterstars aus der Türkei vorprogrammiert.

## Produktionen
Die erste Produktion des Türkischen Ensembles bereitete zunächst Algan als Stück vor, das sich mit in Deutschland lebenden Türken beschäftigen sollte. Hierbei assistierte ihm die Schriftstellerin Emine Sevgi Özdamar. Diese Produktion kam allerdings nicht zustande und so wurde 1980 Macit Kopers Giden tez geri dönmez, das in 15 Bildern eine Art "Gastarbeiter"-Odyssee zeigt, unter der Regie des Autors mit Şener Şen in einer der Hauptrollen zur ersten öffentlichen Aufführung des Türkischen Ensembles. Diese wurde – erstmals auch in weiten Teilen der deutschsprachigen Presse – durchweg positiv besprochen; Aras Ören sprach gar von einem "Markstein des türkischen Kulturlebens in Berlin".
Ende des Jahres folgte die Premiere von Keşanlı Ali Destanı, einem international erfolgreichen und von der Kritik geschätzten Stück von Haldun Taner, bei dessen Berliner Inszenierung allerdings unter anderem allzu vordergründig Folkloristisches und eine nicht vorhandene Relevanz für die türkische Gemeinde in Deutschland bemängelt wurden.
Besonderen Erfolg hatte das Türkische Ensemble späterhin mit Theater-für-Kinder-Stücken seines Mitinitiators Meray Ülgen, die erstmals auch deutsche Textstrecken beinhalteten, derer drei der insgesamt zehn Theaterproduktionen des Ensembles bis 1984 ausmachen. Aber auch das Erwachsenentheater hatte weiterhin Achtungserfolge aufzuweisen, noch in der Endphase des Projekts mit Nazim Hikmets dramatisierter Erzählung Die verliebte Wolke, obwohl es das ganz große Publikum nicht erreichte. Zahlreiche Einladungen zu Gastspielen an hauptsächlich deutschen Bühnen unterstreichen jedoch den künstlerischen Erfolg und die Wirksamkeit annähernd aller zehn Produktionen des Berliner Türkischen Ensembles, das bis 1984 auch jeweils einen Lieder- und einen Literaturabend gestaltet hatte: allein ausgerechnet Başar Sabuncus Inszenierung eines eigenen Stücks aus dem Jahr 1966 Işgal, von der man sich viel versprochen hatte, fiel 1981 durch und wurde bereits nach wenigen Aufführungen aus dem Programm genommen.

## Theaterhistorische Einordnung
Durch die erstmalige Öffnung eines bedeutenden deutschen Theaters für ein türkischstämmiges (und -sprachiges) Ensemble, ist türkisches Theater in Deutschland erstmals auch ins Blickfeld einer breiten deutschen Öffentlichkeit gelangt. Allerdings hat die Zugkraft des finanzkräftigen Schaubühnenprojekts sich negativ auf andere hoffnungsvolle türkische Theatergruppen in Berlin ausgewirkt und zum Teil sogar ihre Auflösung zu verantworten. Das schließliche Scheitern des Projekts der renommierten Schaubühne, das es auch aufgrund interner Zwistigkeiten letztlich nicht geschafft hat, türkische Theaterkultur in die deutsche Theaterwelt zu integrieren, hat lange Zeit Behörden als Argument gedient, keine Gelder für türkisches Theater in Deutschland mehr zu bewilligen. Trotzdem gibt es heute zahlreiche Beispiele für erfolgreiches türkisches Theater in Deutschland.

### Premierenchronologie

#### 1980
- Macit Koper (auch Regie) – Giden tez geri dönmez
- Haldun Taner Keşanlı Ali Destanı; Regie: Tuncel Kurtiz

#### 1981
- Başar Sabuncu (auch Regie) – Işgal
- Meray Ülgen (auch Regie) – Keloğlan – Evvel zamman içinde
- Meray Ülgen (auch Regie) – Kurnaz Eşek

#### 1982
- Meray Ülgen (auch Regie) – Sünnet düğünü
- Güngör Dilmen – Kurban; Regie: Beklan Algan

#### 1983
- Nazim Hikmet – Ferhad ile Şirin; Regie: Tuncel Kurtiz
- Nazim Hikmet/Orhan Güner – Sevdalı Bulut; Regie: Miriam Goldstein

#### 1984
- Samad Beranghi/Orhan Güner Küçük kara balık; Regie: Tuncel Kurtiz